# Вознесенское сельское поселение (Ростовская область)
Вознесенское сельское поселение — сельское поселение, входящее в состав Морозовского района Ростовской области.
Административный центр поселения — хутор Вознесенский.

## Административное устройство
В состав Вознесенского сельского поселения входят:
- хутор Вознесенский;
- хутор Быстрый;
- хутор Вербочки;
- хутор Гурин;
- посёлок Озерный;
- хутор Пришиб;
- хутор Чапура.

## Население
| 2010  | 2012  | 2013  | 2014  | 2015  | 2016  | 2017  |
| ----- | ----- | ----- | ----- | ----- | ----- | ----- |
| 1337  | ↘1318 | ↘1268 | ↘1253 | ↘1233 | ↘1193 | ↘1161 |
| 2018  | 2019  | 2020  | 2021  |       |       |       |
| ↘1136 | ↘1118 | ↘1101 | ↘1083 |       |       |       |